# The Famous Grouse
The Famous Grouse é uma marca de uísque escocesa produzida desde 1897, inicialmente pela Matthew Gloag & Son Ltd. e atualmente pela The Edrington Group. É um Blended scotch whisky com mais de 200 anos de tradição na elaboração de Premium Whiskies. No interior das montanhas, nas terras altas da Escócia, Turret, um lago com quase cinco quilômetros de comprimento, assume-se como um marco na história de uísque um dos mais conhecidos do país. O nevoeiro e o silêncio que pairam sobre o lago não escondem lendas como a do Lago Ness, mas é nas suas margens que a habita a famosa faisão, símbolo do uísque The Famous Grouse. Não é de se estranhar que seja no vale por onde correm as suas águas que esteja instalada a Glenturret Distillerys, a mais antiga destilaria escocesa e fabricante do uísque.

## História
The Famous Grouse foi fundada em 1800 na cidade de Perth, por Matthew Gloag dono da Mathew Gloag & Son, uma pequena mercearia que comercializava vinhos e uísques. Na época, a empresa comprava uísques de várias destilarias espalhadas pelo Escócia. Quando a Rainha Vitória visitou a cidade, em 1842, o comerciante foi convidado a ser fornecedor de bebidas para o banquete real. 
Em 1870, seu filho William assumiu o negócio e começou a importar vinhos franceses para incrementar seu portfólio de produtos. Matthew Gloag, neto do fundador da empresa, situada em uma das regiões mais úmidas da Escócia, resolveu apostar na produção própria de uísque, vislumbrando a oportunidade de atingir os caçadores e pescadores que se deslocavam a Glenturret. Devido ao clima chuvoso e às terras montanhosas, o clima era propício ao consumo do uísque. Surgia assim em 1896 The Grouse. 
O comerciante optou em não batizá-lo com seu nome (como era comum na época), buscando inspiração na ave escocesa mais famosa, Grouse, também conhecida como perdiz vermelha (Lagopus lagopus scoticus), ave selvagem preferida dos caçadores provenientes do sul e muito abundante na região onde a empresa estava instalada.
O rótulo, que é tradicional nas bebidas da marca, contem uma perdiz vermelha, que foi desenhado por Phillippa, filha de Matthew. Era o começo do surgimento de um verdadeiro ícone escocês. A mascote da marca, Red Grouse, é uma ave da família dos tetrazes e, ao contrário de outras espécies espalhadas pelo mundo que ficam com penas brancas no inverno, a espécie escocesa mantém a cor castanho-avermelhada durante as quatro estações. Daí a relação com o uísque, que mantém sua qualidade e cor ano após ano. 
Em pouco tempo o uísque ganhou enorme reputação e se tornou extremamente famoso, tendo seu nome mudado para The Famous Grouse oficialmente no dia 12 de agosto de 1905. Foi a partir desse momento que, pelas mãos dos herdeiros, o uísque começou a ficar mais conhecido na região.
Pouco depois, em 1907, já havia se tornado uma grande companhia, a empresa precisou mudar para instalações maiores, localizadas na cidade chamada Bordeaux House, que, passados dois séculos, deu lugar a um restaurante chamado "The Famou Grouse Bar", preservando alguns dos elementos originais da antiga loja. 
Em 1920, a famosa perdiz vermelha voou mais alto e começou a apresentar-se aos mercados internacionais. Durante o período de lei seca nos Estados Unidos, os americanos chegavam a viajar para o Caribe para poder consumir a bebida, então o principal produto da empresa. Com o fim da lei seca nos Estados Unidos, o consumo do uísque cresceu em grandes proporções, e a empresa, resolveu construir uma nova casa de envelhecimento para aumentar a produção. Esta atitude permitiu que em 1939, no início da Segunda Guerra Mundial, a empresa tivesse estoque suficiente para cerca de 12 anos. Em virtude da morte súbita dos pais, Mathew Gloag V, descendente direto do fundador da empresa, teve de vender os negócios em 1970 à Highland Distillers. Com a nova proprietária, que era já uma fornecedora privilegiada do The Famous Grouse, a marca teve um bom crescimento no mercado, vendendo mais de um milhão de caixas em 1979 e alcançado boas vendas no ano seguinte.

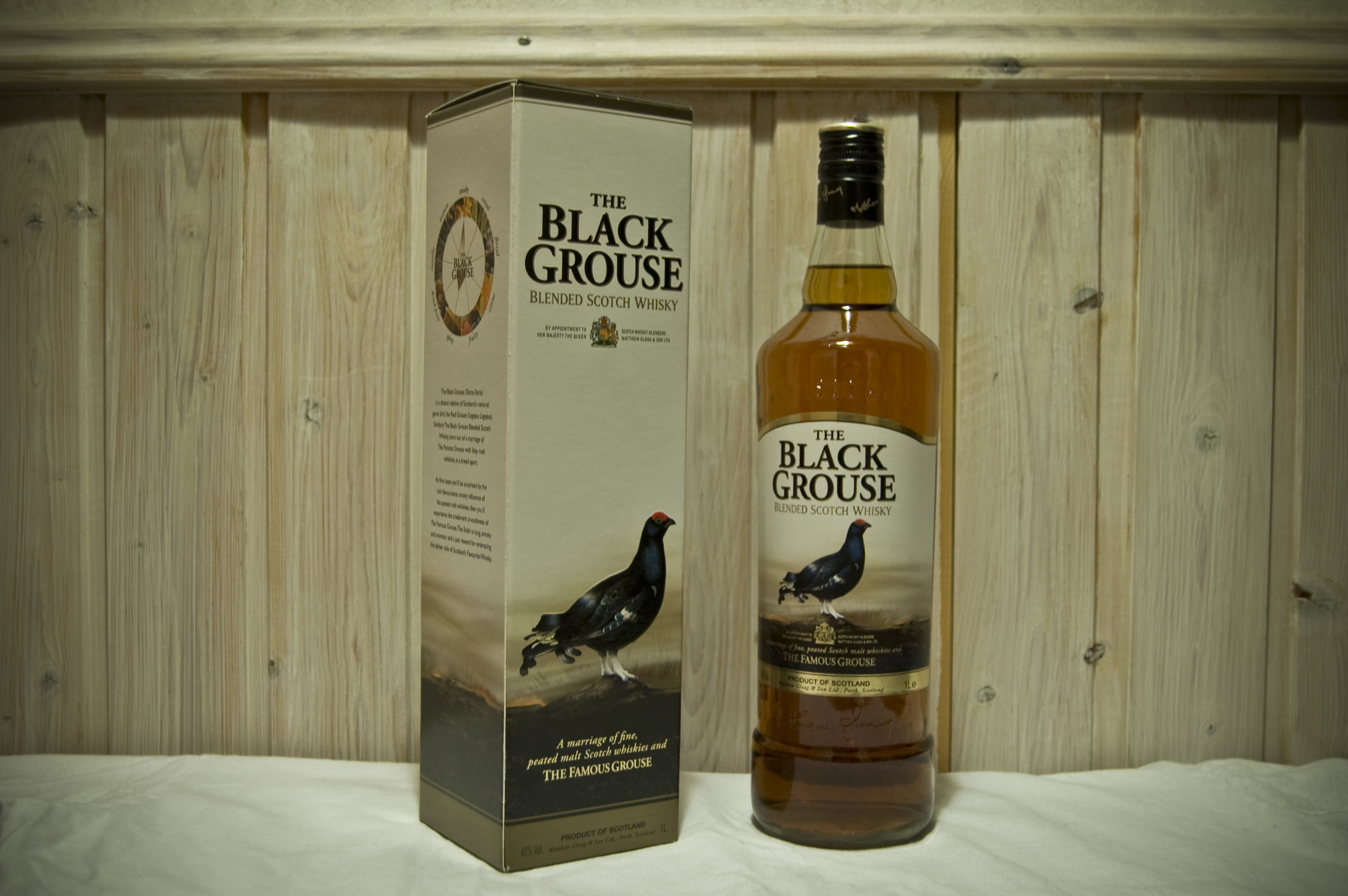
Um garrafa de Black Grouse.

### Atualmente
Na década de 90, a mascote da marca, a simpática perdiz vermelha, fez sua estréia nos comerciais de televisão. Desde então, a Red Grouse já estrelou em dezenas de 24 comerciais de sucesso. Atualmente, apostando forte em transmitir uma imagem consistente e elevar os índices de notoriedade do ícone, a empresa tem como grande objetivo aumentar o volume de negócio no Exterior e, na Escócia, conquistar os consumidores mais novos.
Atualmente a linha de uísques The Famous Grouse é composta por várias versões, resultado de misturas que levam maltes, que são envelhecidos em barris de carvalho espanhol. A preferida pelos escoceses da marca é o Famous Grouse Finest, produzido com os melhores maltes, o Highland Park e o Macallan, e é muito conhecido localmente. Esta versão também é a mais popular e conhecida, sendo exportada para muitos mercados. 
Com resultados de vendas positivas na Escócia, The Famous Grouse ganhou um slogan, hoje presente em todas as suas embalagens: Scotland’s Favourite Whisky.
Elaborado a partir de uma combinação de maltes e Grain Whiskies. Este uísque é composto dos maltes mais conhecidos do mundo como the Macallan e Highland Park. Envelhecido em tonéis de carvalho por um período mínimo de 8 anos. A cor reluzente de âmbar e ouro velho é frutado. É um dos scotch whisky mais consumidos na Escócia. 